# Gwangju (Gyeonggi)
Ne doit pas être confondu avec Gwangju, ancienne capitale de la province du Jeolla du Sud
Gwangju est une ville de la Corée du Sud, dans la province du Gyeonggi.

## Géographie
C'est une banlieue au sud-est de Séoul.
Elle ne doit pas être confondue avec la métropole de Gwangju, ancienne capitale de la province de Jeolla du Sud.

## Histoire
Gwangju a joué un rôle important dans la production de céramique pendant la Période Joseon. Il y avait des fours officiels qui produisaient une porcelaine blanche de qualité supérieure destinée à être utilisée à la cour royale et à être exportée vers la Chine.
Gwangju est devenu une ville en 2001.